# Sebranice, Blansko
Sebranice là một làng thuộc huyện Blansko, vùng Jihomoravský, Cộng hòa Séc.